# Випробування вогнем (роман)
Той, що біжить лабіринтом. Випробування вогнем — друга книга серії книг Джеймса Дашнера «Той, що біжить лабіринтом» в жанрі молодіжної антиутопії. Книга була опублікована видавництвом Delacorte Press в 2010 році. Український переклад здійснило видавництво Країна Мрій.

## Сюжет
Томас та інші глейдери нарешті пройшли «Лабіринт» і зараз мирно сплять в якомусь приміщені, куди їх привезли «Рятівники». Ґлейдери прокидаються від того, що в будівлю намагаються проникнути люди, що повністю втратили самоконтроль після Спалаху. Звуть вони себе — психами. Томас виявляє, що в нього зник телепатичний зв'язок з Терезою. Саме тому він рушає перевірити чи все у неї гаразд, але двері зачинені. Та все ж двері відчиняються, але з допомогою Ньют та Вогненгасника. Глейдери бачать, що Тереза зникла. Натомість замість дівчини в кімнаті знаходиться незнайомий хлопець на ім'я Арис. З'ясовується, що «Лабіринтів» було два. В одному хлопці під назвою «Група А» та дівчата — «Група Б», в другому. Арис, як і Тереза, був єдиним хлопцем серед дівчат. Він також має телепатичні здібності. Глейдери повернувшись бачать, що «Рятівники» кудись зникли. Натомість в їдальні знаходять тіла, що звисають зі стелі. Серед них Томас впізнає нещодавніх «Рятівників». Згодом Мінхо помічає, що в Ариса є татуювання на шиї. Виявляється, що схоже татуювання є в кожного: 
- на Ньюті: «Власність БЕЗУМу. Об'єкт А-5. Клей»
- в Мінхо — «Власність БЕЗУМу. Об'єкт А-7. Лідер»
- в Томаса — «Власність БНЗУМу. Об'єк А-2»

Крім цього виявляється ще один напис, де зазначається, що Томаса повинна вбити «Група Б». Але це ще не все! У невеличкому будиночку, який складається з кухні та двох кімнат, у яких в одній кімнаті проживав Арис,а в іншій глейдери. вони помічають чоловіка, який на їх розсуд схожий на щура, і тому глейдери вирішують називати його Щуром. Щур стояв біля столика на кухні, в руках він тримав якісь листи. Підійти до нього було неможливо, бо Щур і грейдерів відокремлював невидимий бар’єр. Дочекавшись слушного моменту він почав розповідати про другу фазу випробування, тобто про Випробування Вогнем, у якому глейдерам необхідно пройти через «мертве місто», у якому живуть багато психів. Ці психи– хворі люди. Адже вони інфіковані та мають хворобу. Ця хвороба зветься Спалах і вона дуже небезпечна. Адже проникає до мозку та поступово знищує його. Хлопці мають дістатися прихистку, який розташований за містом. Там на них буде чекати рятунок. Але це ще не все. Щур повідомив хлопцям,що вони заражені Спалахом і, якщо вони хочуть вижити, мусять пройти це випробування. На героїв чекає небезпека після переходу до Пекла. Деяких грейдерів вбиває невідома куля, яка чіпляється за голову та душить людину. В Пеклі вони зустрічають двох людей, які представилися напівпсихами. Глейдери та Арис йшли під пекельним сонцем і тому вночі робили перерви для сну. Але одної ночі вони помітили якийсь силует неподалік від Міста, до якого вони майже дійшли. Це була Тереза. Зайшовши у приміщення вона розповіла Томасу, що їй можна довіряти та вони поцілувалися. Томас хотів, щоб Тереза пішла разом з ними але вона відмовилася і сказала хлопцю, що не піде. Так вони знов розлучилися. Наступної ночі була дуже погана погода. Хмари були чорні, гримів грім та лив дощ, мов із відра. Хлопці бігли до прихистку, по дорозі вони знайшли чоловіка, який лежав непритомний. Прокинувшись він намагався щось їм сказати, але змогли зрозуміти тільки «Буря». Хлопці взяли його з собою та віднесли в будівлю, де лягли спати. Наступного Ранку вони побачили цього чоловіка зовсім іншим. Він разом зі своїми товаришами оточили грейдерів. Але відважний та розумний Томас домовився поговорити з чоловіком на самоті. Побалакавши Хорхе вирішив допомогти хлопцям та разом з Брендою нагодували їх. Але раптом стався вибух і хлопці розділилися. Томас був разом з Брендою, а всі інші разом. Бренда повела Томаса через підземелля, де вони зустріли шизів. Їм вдалося вийти з підземелля живими. Потім вони переночували в фургоні, а ранком до них підійшли троє людей, яка запросили силоміць в свій будинок. Напоївши Томаса та Бренду, дівчина вирішила потанцювати з хлопцем та поцілувати його. Томас відповів їй грубо і негарно, через що вона і образилась на нього. Ранком вони прокинулися зв’язані і чоловік з пістолетом погрожував їм. Він запитував у них щось та сказав, що буде стріляти в Томаові ноги, якщо вони будуть брехати або не відповідати. Він все ж таки вистрелив Томасу в ногу. Це була неймовірна біль. Але їм пощастило, адже в будівлю вдерлися його товарищі та врятували їх. Несподівано прилетіли якісь люди та забрали Томаса. Виявилося, що вони з організації «Безум». Вони вийняли ржаву пулю та повернули його назад в Жаровню. Тепер вони йшли до пункту призначення разом. Діставшись до гір їх перехопили дівчата з іншої групи і веліли віддати Томаса. Пішовши разом з ними Томас розповів іншим дівчатам (Соні та Гаррієт), що вони не повинні його вбивати. Дівчата прислухались до нього та відпустили. Вони разом пішли до прихисту. Побачивши Терезу Томас пішов за нею. Вона хотіла вбити Томаса в печері. Разом з нею був Еріс. Він запхнув покаліченого хлопця туди. До того ж Тереза розповіла йому, що всі ті дні коли вона була в Глейді вона потайки телепатично розмовляла з Ерісом. Та на додачу доповнила, що кохає його (Еріса) і поцілувала. Томас не хотів на це дивитися і навіть бачити Терезу. Після того що вони зробили разом вона так з ним вчинила. Хлопець відчував зраду і вже він ні наскільки не помилявся, що недовіряє Терезі. В печері Томас заснув, а прокинувшись знов побачив Терезу, яка йому все розповіла. Він вдав що повірив їй і вони разом почали спускатися з гори. Зустрівшись на місті призначення вони чекали коли щось трапиться, але там тільки стояв прапор, на якому було написано «Прихисток». Трішки пізніше з’явилися невідомі почвари, які мали багато ламп. Всі вони билися з ними. Пройшов час і прилетів берг. Всі вчасно залізли на нього та дісталися приміщення організації. Томаса помістили в білу кімнату. Але що буде далі? Невже все закінчилося і вони отримають ліки?